# حزب چاره‌یابی دموکراتیک کردستان
حزب چاره یابی دموکراتیک کردستان، (به کردی: Partî Çareserî Dîmukratî Kurdistan, پارتی چارەسەری دیموکراتی کوردستان)، یک حزب سیاسی در کردستان عراق بود که در سال ۲۰۰۲ میلادی بنیانگذاری شد. این حزب در کنفدراسیون جوامع کردستان (ک. ج. ک) عضویت داشت و از آن به عنوان شاخهٔ حزب کارگران کردستان در عراق یاد می‌شد. دیار غریب و نجیبه عمر به صورت مشترک رهبر این حزب بودند. 
در روز ۲۰ مه ۲۰۱۴ اعضای حزب توسط نیروهای امنیتی حزب دموکرات کردستان در جریان عملیات‌هایی علیه سازمان‌های مختلف اپوزیسیون در شهرهای اربیل، دهوک و زاخو دستگیر شدند. این عملیات‌ها به وسیلۀ اعلام ممنوعیت فعالیت حزب توجیه می‌شد که چند روز قبل و پس از تجمعاتی در برابر پارلمان اقلیم کردستان انجام شده‌بود که حزب چاره‌یابی دموکراتیک کردستان در یادبود کشتار اعضای حزب کارگران کردستان توسط حزب دموکرات کردستان در سال ۱۹۹۷ در اربیل در خلال جنگ داخلی کردستان عراق به سازماندهی آن اقدام کرده‌بود. نهایتاً انحلال حزب در سال ۲۰۱۴ اعلام شد و سیاست‌مداران آن فعالیت خود را در جنبش آزادی جامعهٔ کردستان پی گرفتند.

## تاریخچه
نخستین کنگرهٔ حزب چاره یابی دموکراتیک کردستان در ۳ مه ۲۰۰۲ و دومین کنگره در ۲۸ و ۲۹ ژانویهٔ ۲۰۰۹ در بغداد برگزار شد. کنگرهٔ سوم حزب در ۲۳ و ۲۴ مارس ۲۰۰۶ برگزار شد و طی آن فایق محمد گولپی به عنوان رهبر حزب و ۱۶ تن دیگر به عنوان کادر رهبری برگزیده شدند.

## اهداف حزب
حزب چاره یابی دموکراتیک در برنامهٔ خود، تلاش برای حل دموکراتیک مسئلهٔ کرد، و تلاش برای ایجاد سیستمی دموکراتیک و سکولار را به عنوان اهداف اصلی خود عنوان کرده‌بود.

## انتخابات سال ۲۰۱۳
حزب چاره یابی برای نخستین بار در انتخابات پارلمان کردستان عراق در سال ۲۰۱۳ شرکت کرد، اما با مجموع ۳۶۰۵ رأی هیچ یک از نامزدهای این حزب موفق به راهیابی به پارلمان نشدند.

## اعلام انحلال
در سال ۲۰۱۴ به دنبال غیرقانونی اعلام شدن مجدد فعالیت حزب و ممانعت مسئولان سیاسی حکومت اقلیم کردستان عراق از فعالیت این حزب، حزب چاره‌یابی دموکراتیک کردستان اعلام انحلال کرد. پس از مدتی سیاست‌مداران، اعضا و هواداران حزب با تأسیس جریانی جدید در قالب جنبش آزادی جامعهٔ کردستان فعالیت خود را دنبال کردند. دیار غریب که ریاست مشترک حزب را برعهده داشت به عنوان عضو کنفدراسیون جوامع کردستان (ک.ج.ک) به حزب کارگران کردستان پیوست و نجیبه عمر نیز در کمیته اجرایی سازمان زنان آزاد کردستان (رژاک) قرار گرفت.